# 莱因哈德·利布达
莱因哈德·利布达（德語：Reinhard Libuda，1943年10月10日—1996年8月25日），前德国足球运动员，于场上司职边锋。凭借出色的盘带能力，他成为多特蒙德赢得1965/66赛季欧洲优胜者杯冠军和西德晋级1970年世界杯决赛圈的重要功臣之一。其中在1966年欧洲优胜者杯决赛中，他在加时赛射入1球帮助多特蒙德以2比1战胜利物浦。
利布达在1961至1976年期间曾先后效力于沙尔克04、多特蒙德和斯特拉斯堡，并于1963年至1971年期间代表西德国家足球队出场26次及射入3球。在德国足球甲级联赛中，他共出场264次射入28球，期间也被卷入了1971年的德甲贿赂丑闻。其后利布达患上癌症，并因中风并发症而逝世。
利布达的绰号为“斯坦”，源自与他司职同一位置的英格兰传奇球星斯坦利·马修斯，并因其出色的盘带技巧而广受赞誉。

## 青年时期
利布达在1943年出生于勒姆高县的市镇文德林豪森（今属德伦特鲁普），因其父母为逃离第二次世界大战而迁入此地。但他们在出生后不久便返回了原籍地——盖尔森基兴的工人阶级地区哈弗坎普（Haverkamp）。1952年，利布达的父亲为他报读了沙尔克04，他得以在该俱乐部的青年部就读并踢球。由于他在17岁时便与球队签订了职业合同，因此他未能在机械工的学徒中结业。

## 俱乐部生涯
1962年8月，利布达首次效力于沙尔克04的一线队，而球队在此时仍在西部高级联赛中作赛。一年后，他晋升成为主力右边锋，并在新成立的德国足球甲级联赛中成为沙尔克04球迷中最受欢迎的球员。在身体条件良好的情况下，他是毫无疑问的最佳右边锋之一，几乎没有后卫可以挡得住他。他反应敏捷、身体灵活、盘带出色，也因此会遭到防守球员更多的盯防。他的绰号为“斯坦”，源于他完全掌握了英格兰传奇右边锋斯坦利·马修斯爵士所发明的“马修斯技巧”（向左虚晃、向右通过）。他同时也被视为极其敏感，对手通常会试图口头激怒他以影响他的正常发挥。
1965年，利布达转会至沙尔克04的竞争对手多特蒙德阵中。在这里，他完成了一记著名的入球：1966年5月5日，他于对阵利物浦的1966年欧洲优胜者杯决赛中射入1球，从而确保了多特蒙德赢得欧洲优胜者杯冠军。利布达在距离球门25米的右侧施射，皮球划成一条弧线击中左门柱，并反弹至对方后卫克里斯·罗勒胸部后入网。
1968年利布达重返沙尔克04，加盟这支他“最钟爱的球队”。他成为球队的队长，并连同诺贝特·尼格布尔、克劳斯·费希特尔、克劳斯·费舍尔、埃尔文·克雷默斯和赫尔穆特·克雷默斯等球员一起，逐渐发展成为德国足球冠军的有力争夺者。但在不断错失德甲夺冠机会后，他在队中所获最大的成功是1972年战胜凯泽斯劳滕夺得德国杯冠军。
在职业生涯末期，由于参与了1971年的德甲贿赂丑闻，利布达在33岁时被禁止参加德甲联赛。与其他沙尔克04球员一样，利布达在贿赂丑闻的审讯过程中因涉嫌伪证罪而遭到德国足协的禁赛，然而却在2年后得到赦免。在此期间他为法国球队斯特拉斯堡效力。1973年，利布达再度重返沙尔克04，并在1976年之前结束了自己的足球生涯。

## 国家队生涯
利布达在西德国家足球队的首次亮相是1963年在法兰克福对阵土耳其的比赛中，当时他年仅19岁。利布达代表西德队参加的最重要的一场比赛是在1969年10月22日于汉堡人民公园体育场对阵苏格兰：他在己方半场接到赫尔穆特·哈勒的长传，一路个人盘带奔袭直达对方禁区，为球队射成3比2完场。这也使得西德队得以直接晋级1970年世界杯决赛圈。在决赛圈小组赛中，利布达又在以5比2战胜保加利亚的比赛里率先射入扳平比分的1球，并为球队制造了1个点球和2次助攻。总体而言，他在这届杯赛中共出场5次，包括在被称为“世纪之战”的对阵意大利的半决赛（3比4）中上阵。
1971年11月17日，利布达在1972年欧锦赛预选赛主场对阵波兰的比赛中最后一次代表国家队出场。他总共为西德队出场26次，并射入3球。

## 晚年生涯
离开足球后利布达的个人生活过得并不愉快，在退役后他长期居住于盖尔森基兴。由于在职业生涯初期放弃了机械工的培训，使得他在退役后的很长一段时间没有任何工作，直到罗尔夫·吕斯曼的帮助下才得到一份在纸张加工企业托马斯集团（Thomas-Gruppe）的就业职位。此后他还在库尔特·舒马赫（Kurt-Schumacher-Straße）大街经营一家烟草店，但最终也因故放弃。1992年，利布达因咽喉癌而接受手术治疗，并在1996年卒于中风。他也因此成为1970年世纪之战中首位离世的球员，并最终被安葬在盖尔森基兴的东部公墓。如今费尔廷斯竞技场的北部通道也以他的名称命名为“斯坦·利布达径”（Stan-Libuda-Weg）。

## 荣誉
俱乐部
- 欧洲优胜者杯冠军：1966年
- 德国杯冠军：1972年

国家队
- 世界杯足球赛季军：1970年